# توکوگاوا ایه‌ساتو
توکوگاوا ایه‌ساتو (به ژاپنی: 徳川 家達 Tokugawa Iesato); ۲۴ اوت ۱۸۶۳ – ۵ ژوئن ۱۹۴۰) سیاستمدار و اولین رهبر خاندان توکوگاوا بعد از برافتادن شوگون‌سالاری توکوگاوا بود. وی فرزندخوانده شوگون چهاردهم توکوگاوا ایه‌موچی و همسرش چیکاکو، شاهدخت کازو بود اما تنها یک بار با شوگون چهاردهم دیدار داشت و توسط تنشو-این همسر شوگون سیزدهم پرورش یافت.
شوگون پانزدهم، توکوگاوا یوشینوبو، توسط توکوگاوا ایه‌ساتو جانشین شد.
ایه‌سادا پسر بیولوژیکی یوشینوبو نبود، بلکه از خاندان تایاسو توکوگاوا، یکی از سه شاخه گوسانکیو بود. ایه‌سادا در آوریل سال کبیسه ۱۸۶۸ (کیئو ۴)، سال پس از اصلاحات میجی، زمانی که ایه‌سادا تنها چهار سال داشت، وارث خانواده بزرگ توکوگاوا شد. در مورد جانشینی خاندان توکوگاوا، یوشینوبو، ارباب قلمرو کیشو، توکوگاوا موچی‌تسوگو  را توصیه کرد، اما بیوه شوگون چهاردهم (چیکاکو، شاهدخت کازو) و دیگران قویاً ایه‌ساتو (کامنوسوکه) را توصیه کردند، بنابراین او انتخاب شد. در ماه مه همان سال، قلمرو سوروگا فوچو (سونپو) با ۷۰۰٬۰۰۰ ککو زمین به او اعطا شد و در سال ۱۸۶۹ (مِیجی ۲)، پس از بازگشت قلمرو و مردم به امپراتور، به عنوان فرماندار قلمرو شیزوئوکا منصوب شد. حتی پس از از دست دادن مقام شوگون، خاندان توکوگاوا به عنوان ارباب فئودال قلمرو شیزوئوکا به حیات خود ادامه دادند. در ژوئیه ۱۸۷۱ (۴ میجی)، قلمروهای فئودالی لغو و بخشداری‌ها تأسیس شدند و خاندان که مقام اشرافی‌شان تضمین شده بود، به توکیو نقل مکان کردند. شش سال بعد، آنها برای تحصیل به انگلستان رفتند و پس از بازگشت به ژاپن در سال ۱۸۸۲ (۱۵ میجی)، به آنها مقام دوک اعطا شد و در اکتبر ۱۸۹۰ (۲۳ میجی) به عضویت مجلس اعیان (ژاپن) درآمدند.